# Волта (река)
Вижте пояснителната страница за други значения на Волта.
Волта е река в Западна Африка, протичаща по територията на Гана и вливаща се в Гвинейския залив на Атлантическия океан. Дължината на самата река Волта е около 500 km, а заедно с дясната съставяща я река Черна Волта – около 1500 km. Площта на водосборния басейн на реката е 407 903 km² и се простира на територията на 5 държави: Гана, Кот д'Ивоар, Буркина Фасо, Того и Бенин. В превод от португалски Волта означава „обрат“.
Река Волта се образува на 78 m н.в., в най-горната част на язовира „Волта“ от сливането на двете съставящи я реки Бяла Волта (885 km, лява съставяща) и Черна Волта (около 1000 km, дясна съставяща). Река Бяла Волта води началото си от северозападната част на Буркина Фасо, пресича страната в южно направление, след което навлиза в Гана. Нейните основни притоци са Червена Волта (320 km) и Кулпон (323 km) и двата десни. Река Черна Волта води началото си от крайните североизточни разклонения на Леоно-Либерийските възвишения в югозападната част на Буркина Фасо. В горното си течение реката тече на североизток, след което завива на изток, а след това на юг. На един голям участък от средното си течение служи за граница между Буркина Фаса и Гана и между Кот д'Ивоар и Гана. След изтичането си от язовира „Буи“ завива на изток и се влива в северозападната „опашка“ на язовира „Волта“. През по-голямата част от течението си тече предимно в широка долина, а долния си участък пресича възвишението Аквапим, като образува серия от прагове. Нейният основен приток е река Бугуриба (десен).
След образуването си река Волта протича през язовира „Волта“, при град Акосомбо изтича от него и след около 80 km се влива в Гвинейския залив на Атлантическия океан, при град Ада, като образува малка делта. Нейните основни притоци са: леви – Бяла Волта (885 km), Калуракун, Дака (427 km), Оти (520 km), Азаококо, Дани, Алабо, Тодзие (267 km); десни – Черна Волта (около 1000 km), Пру (297 km), Сене, Буна, Афрам (320 km). С изключение на реките Алабо и Тодзие всички останали се вливат в язовира „Волта“. Пълноводието на реката е през дъждовния летен сезон, като най-високите води са през месеците септември и октомври. През този период реката се разлива широко, а нивото ѝ се покачва до 14 m. Най-ниското ниво е през февруари и март. По принцип реката е плавателна по цялото си течение за плитко газещи речни съдове, а целогодишно е достъпна за дълбоко газещи речни параходи до град Акусе. В реката обитават около 400 вида риба, като повечето от тях са с промишлено значение. На река Волта е изграден най-големия в света язовир „Волта“, водите на който главно са предназначени за потребностите на големия алуминиев завод в град Тема (предградие на столицата Акра). В основата на преградната му стена действа ВЕЦ с мощност 0,6 млн. квт.